# Jaroslav Kvasov
Jaroslav Ihorovyč Kvasov (in ucraino Ярослав Ігорович Квасов?; Slov"jans'k, 5 marzo 1992) è un calciatore ucraino, attaccante dell'Kudrivka.

## Carriera
Ha giocato nella prima divisione estone, in quella ucraina ed in quella georgiana.
In carriera ha giocato 8 partite di qualificazione per l'Europa League.

## Palmarès

### Club

#### Competizioni nazionali
- Perša Liha: 1

Inhulec': 2023-2024